# نهائي كأس فرنسا 1998
نهائي كأس فرنسا 1998 هي المباراة النهائية من منافسة كأس فرنسا 1997–98، أقيمت المباراة في 1998م، في ملعب فرنسا، بين فريقي باريس سان جيرمان، ونادي لانس، وفاز فيها باريس سان جيرمان، بعد أن هزم نادي لانس، بنتيجة 2 - 1، وكان حكم المباراة جيل فيسيير، وحضر المباراة 78265 شخصاً.

## تفاصيل المباراة
لعبت المباراة النهائية في 1998.
| باريس سان جيرمان             | 2 -1 | نادي لانس            |
| ---------------------------- | ---- | -------------------- |
| راي 24 ' · ماركو سيموني 53 ' |      | فلاديمير شميتسر 83 ' |